# Jean de Rethel
Jean ou Jehan, mort en 1251, fut comte de Rethel de 1242 à 1251. Il était fils de Hugues II, comte de Rethel, et de Félicité de Broyes.

## Biographie
Il a participé à la croisade de Saint Louis. Il a également fondé un monastère de guillemites sur le territoire de Louvergny, dans son comté de Rethel.
On ne connaît pas ses relations avec le comté voisin de Luxembourg, mais son sceau le représente montant un cheval harnaché des armes d'Henri V le Blond, comte de Luxembourg.
Il épousa en 1243 Marie de Thourotte, fille de Jean de Thourotte, mais n'eut pas d'enfants. Son frère Gaucher lui succéda.